# Aralia tibetana
Aralia tibetana é uma espécie de Aralia nativa do Tibete, China.

## Sinônimos
- Panax decompositus Wall. ex DC.
- Panax tripinnatus Wall. ex G.Don